# Iskola-zsomboly
Az Iskola-zsomboly Magyarország megkülönböztetetten védett barlangjai között van. Az Aggteleki Nemzeti Parkban található. A barlang az Aggteleki-karszt és a Szlovák-karszt többi barlangjával együtt 1995 óta a világörökség része. Bódvaszilas megkülönböztetetten védett hat barlangja közül az egyik.

## Leírás
Az Alsó-hegy fennsíkján, Bódvaszilas központjától É-ra, fokozottan védett területen, a Vecsem-bükk csúcstól Ny–ÉNy-ra kb. 750 m-re, erdőben lévő töbör É-i oldalában, sziklakibúvásban van a nagyon mohás, függőleges tengelyirányú, természetes jellegű, hasadék alakú és 2×1,5 m-es bejárata. Néhány turistatérképen látható az Iskola-zsomboly földrajzi elhelyezkedése. Ezeken a térképeken a barlang zsombolyjellel és a barlang nevének feltüntetésével van jelölve. A Vecsembükki-zsombolytól haladva a sárga sáv jelzésű turistaúton, az úttól balra, kb. 100 m-re található az Iskola-zsomboly bejárata. A barlang bejáratánál a zsombolyból kihordott kitöltés figyelhető meg. A könnyen észrevehető Omladék-zsomboly hatalmas beszakadásától D-re kb. 35 m-re nyílik. A bejáraton lenézve, megfelelő fény mellett gyakorlatilag a végpontig lehet látni. A bejáratnál egy nitt található.
Középső triász wettersteini mészkőben keletkezett a barlang. A jelenleg látható formája leginkább a zsombolyban végzett bontómunka miatt alakult ki. A vízszintes kiterjedése négy méter. Az alsó-hegyi barlangok közül a szépen oldott, viszonylag sok képződményt tartalmazó, száraz és tiszta barlangok közé tartozik. A bejárati akna körülbelül 10 méter mélységben egy másik, sokkal nagyobb átmérőjű aknába vezet. Egy látványos cseppkőfüggöny választja el egymástól a két aknát közvetlenül a becsatlakozás előtt. A cseppkőfüggöny mögé nézve egy kürtő látható, amely a felszín felé tart. Cseppkőzászló, cseppkő lefolyás, visszaoldott cseppkő bekérgezés, cseppkőbaldachin, függőcseppkő és sok borsókő figyelhető meg benne. A mélypontján törmelék van. A barlang nincs lezárva. Engedéllyel, kötéltechnikai eszközök alkalmazásával, kutatócsoporttal és kutatási céllal látogatható. A barlang bejárásához 28 m kötelet, két karabinert, egy nittfület és egy kötélgyűrűt kell használni.
1957-ben volt először Iskola-zsombolynak nevezve a barlang az irodalmában. Azért kapta ezt a nevet, mert alkalmas volt a kötélhágcsón mászás gyakorlására, amely a nagyobb zsombolyok bejárásához kellett. Előfordul a barlang az irodalmában 63 (Kósa 1992), SZ/7 (Kósa 1992), U školky (Vlk 2019) és V-10 (Kósa 1992) néven és jelzésekkel is.

## Kutatástörténet
Balázs Dénes, Bató Tibor, Csányi László, Frojimovics Péter, Gyülvészi Barnabás 1957 nyarán kutatták és felmérték a barlangot, majd Balázs Dénes a felmérés felhasználásával megrajzolta a barlang hosszmetszet térképét és keresztmetszet térképét. A hosszmetszet térkép szerint a barlang 17,5 m mély. A Balázs Dénes által összeállított, 1957-ben írt kéziratban az olvasható, hogy kb. 515 m tengerszint feletti magasságban, az Omladék-zsomboly D-i sziklaperemétől 165°-ra (DDK-re), 30 m-re van az Iskola-zsomboly bejárata. Valószínűleg összeköttetésben vannak alsó részei az Omladék-zsombollyal. Korábban nem volt ismertetve az egy aknából álló, 17,5 m hosszú kis zsomboly. Cseppkőlefolyások figyelhetők meg alsó részének falain. Alján sziklatörmelék és korhadó farönkök vannak. Az akna alsó átmérője 2–2,3 m. Az akna aljától számolva, 9,3 m magasan egy széles kupola nyílik, amely a felszín közelébe vezet. 26 °C külső hőmérsékletnél 7,1 °C a hőmérséklet 17 m mélyen.
Hajdu L., Kányási J., Kósa Attila, Ránky E. és Domokos P. 1967 májusában felmérték a barlangot, majd Kósa Attila a felmérés felhasználásával megszerkesztette a barlang 2 hosszmetszet térképét és alaprajz térképét. A térképeket Haász Éva rajzolta. A Bertalan Károly által írt, 1976-ban befejezett kéziratban az olvasható, hogy az Alsó-hegyen, Komjátiban helyezkedik el az Iskola-zsomboly. Az Omladék-zsomboly D-i sziklaperemétől DDK-re (165°-ra), 30 m-re, 515 m tengerszint feletti magasságban van a 17,5 m mély zsomboly bejárata. A kézirat barlangot ismertető része a Balázs Dénes által írt kézirat alapján lett írva.
Az 1977. évi Karszt és Barlangban megjelent, Bajomi Dániel által írt tanulmányban van egy Magyarország térkép, amelyen a Magyarországon lévő, biológiailag kutatott barlangok földrajzi elhelyezkedése figyelhető meg. A térképen látható a biológiailag feldolgozás alatt álló Iskola-zsomboly földrajzi elhelyezkedése. A folyóirat 1977. évi különszámába bekerült a tanulmány angol nyelvű változata. Ebben a tanulmányban is közölve lett a térkép, amelyen Iskola Shaft a barlang neve. Az 1977. január 30-án készült és a barlang 1976. júniusi bejárásán alapuló szpeleográfiai terepjelentés szerint a Komjátin található barlang függőleges kiterjedése 15,5 m.
Az 1984-ben napvilágot látott, Magyarország barlangjai című könyvben van egy Magyarország térkép, amelyen a Magyarországon lévő, biológiailag kutatott barlangok földrajzi elhelyezkedése figyelhető meg. A térképen látható a biológiailag feldolgozás alatt álló Iskola-zsomboly földrajzi elhelyezkedése. A kiadvány országos barlanglistájában szerepel az Aggteleki-karszton lévő barlang Iskola-zsomboly néven. A listához kapcsolódóan látható az Aggteleki-karszt és a Bükk hegység barlangjainak földrajzi elhelyezkedését bemutató 1:500 000-es méretarányú térképen a barlang földrajzi elhelyezkedése. 1986. július 15-én Szenthe Istvánnak volt kutatási engedélye a barlang kutatásához. 1988-ig 22,6 m-ig lett mélyítve a barlang. 1990-ben Szenthe Istvánnak volt kutatási engedélye a barlang kutatásához. Az 1992. évi Karszt és Barlangban publikált, az Alsó-hegy magyarországi részének töbreit, zsombolyait és beszakadásait bemutató ábrán látható az Iskola-zsomboly földrajzi elhelyezkedése.
Az 1992-ben kiadott, Alsó-hegyi zsombolyatlasz című könyvben, az Alsó-hegy fennsíkjának magyarországi oldalát bemutató egyik térképen meg van jelölve helye. A kiadványban megjelentek a barlang 1967-ben készült térképei. Az oldalon, ahol a térképek láthatók, több adattal együtt fel van tüntetve 4 irodalmi hivatkozás, amelyek foglalkoznak a barlanggal. A barlang 1995 óta az Aggteleki-karszt és a Szlovák-karszt többi barlangjával együtt a világörökség része. A Nyerges Attila által 1997-ben készített szakdolgozat szerint a 23 m mély Iskola-zsomboly az Alsó-hegy magyarországi részének 26. legmélyebb barlangja. A 24. legmélyebb (Rókalyuk-zsomboly) és a 25. legmélyebb (Rőt-kúti Dreher-zsomboly) szintén 23 m mélyek. Az 1999. évi Lakatos Kupa egyik helyszíne volt.
2000-ben egy Szenthe István által vezetett csoport 14 m mélységtől 21 m mélységig tárta fel a zsombolyt. A 2004–2005. évi Karszt és Barlangban publikált nekrológ szerint Frojimovics Péter részt vett a barlang 1957. évi feltárásában, első bejárásában és felmérésében. A 2005-ben napvilágot látott, Magyar hegyisport és turista enciklopédia című könyvben található, Szenthe Istvánról szóló szócikkben meg van említve, hogy Szenthe István által vezetve 2000-ben az Iskola-zsomboly kutatásakor 14 m-ről 21 m-re jutottak el. Az Aggteleki Nemzeti Park Igazgatóság működési területén lévő, 5452/34 nyilvántartási számú Iskola-zsomboly, 2006. február 28-tól, a környezetvédelmi és vízügyi miniszter 8/2006. KvVM utasítása szerint, megkülönböztetett védelmet igénylő barlang.
2006. május 8-án Szenthe István azt mondta Kraus Sándornak, hogy a zsomboly mellett van egy nagy beszakadás, amely télen gőzölög és egy nagy zsomboly teteje lehet. Az Iskola-zsombolyból elvileg be lehet jutni ennek a zsombolynak az oldalába, de nem bontják tovább, mert biztonsági tetők kellenek, amelyek a lehulló vödröt felfogják, valamint régészeti anyag volt és van benne, amely miatt részletesen és időigényesen kell feltárni. Bronzkori női csontokat, réz karperecet, réz nyaklánc apró karikáit, égett bölénycsontot és égett fákat találtak a kitöltésben. A 2008. szeptember 27-én megrendezett XV. Lakatos Kupa kiadványában 23 m mély barlangként szerepel. Nem volt a verseny helyszínei között. A KvVM Barlang- és Földtani Osztályon megtalálható a 23 m mély barlang ismeretlen időpontban, ismeretlen személy által készített térképlapja is. A térképlapon a barlang hosszmetszet térképe, 5 keresztmetszet térképe és beszerelési vázlata látható. A hosszmetszet térképen megfigyelhető az 5 keresztmetszet elhelyezkedése a barlangban.
2009-ben Egri Csaba vizsgálta a barlangot a helyszínen és készítette el a barlang fénykép-dokumentációját, illetve állapotfelvételi kéziratát. Az ismeretlen készítési idejű hosszmetszet térképen be lettek jelölve a fényképek készítésének helyei és a fényképezés iránya. A kéziratban az olvasható, hogy a Bódvaszilason található, 513 m tengerszint feletti magasságban nyíló barlang 40 m hosszú, 33 m függőleges kiterjedésű és 33 m mély. A barlang alján egy összedőlt, felújítandó faácsolat van. 2011-ig érvényes kutatási engedély volt kiadva a barlangra. Az Aggteleki Nemzeti Park Igazgatóság működési területén lévő és 5452-34 kataszteri számú Iskola-zsomboly, 2012. február 25-től, a vidékfejlesztési miniszter 4/2012. (II. 24.) VM utasítása szerint, megkülönböztetetten védett barlang. Feltárása során a barlang 33 m mélységig járhatóvá lett téve, de ezekről a feltárásokról nem készült írott beszámoló.
Az Alsó-hegy karsztjelenségeiről szóló, 2019-ben kiadott könyvben az olvasható, hogy az Iskola-zsomboly (U školky) 25 m hosszú és 23 m mély. A barlang azonosító számai: Szlovákiában 63, Magyarországon 5452/34. A könyvben publikálva lett a barlang ismeretlen időpontban, valamint ismeretlen szerző által készített hosszmetszet térképe és ismeretlen időpontban, valamint ismeretlen szerző által készített 5 keresztmetszet térképe beszerelési vázlat nélkül. A barlangot ismeretlen időpontban, ismeretlen személy mérte fel, majd ismeretlen időpontban, ismeretlen személy a felmérés alapján megrajzolta a barlang térképeit. A térképeket 2015-ben Luděk Vlk digitalizálta. Publikálva lett egy színes fénykép a könyvben, amelyen a barlang bejárata figyelhető meg. A kiadványhoz mellékelve lett az Alsó-hegy részletes térképe. A térképet Luděk Vlk, Mojmír Záviška, Ctirad Piskač, Jiřina Novotná, Miloš Novotný és Martin Mandel készítették. A térképen, amelyen fekete ponttal vannak jelölve a barlangok és a zsombolyok, látható az Iskola-zsomboly (5452/34, 63) földrajzi elhelyezkedése.

## További irodalom
- Havliček, David – Vojiř, V.: Speleologický Prúzkum Dolného Vrchu. Slovensky Kras, 1984. 22. köt. 213–244. old.
- Kósa Attila: Közvetlen felszínalatti karsztos képződmények morfológiai és műszaki vonatkozású vizsgálata. Kézirat, 1969. Doktori disszertáció, Budapesti Műszaki Egyetem.
- Kósa Attila: Az Alsó-hegy zsombolyai. Barlangnapi tájékoztató. MKBT és Tektonik, 1982.